# Ось моє село (фільм, 1972)
«Ось моє село» (рос. «Вот моя деревня») — російський радянський художній фільм 1972 року режисера Бориса Дурова.

## Сюжет
Перша частина трилогії: «Ось моє село» (1972), «Аварійне становище» (1973), «Подія» (1974). Про сільських хлопців, які, захопившись грою в детективи, дізналися багато цікавого про своїх односельців.

## У ролях
- Петя Черкашин
- Андрій Харибін
- Зоя Федорова
- Віталій Соломін
- Ірина Мурзаєва
- Віктор Іллічов
- Олександр Плотніков
- Юріс Стренга
- Володимир Грамматиков
- Олександр Кузнєцов

## Творча група
- Сценаристи: Юз Алешковський, Борис Дуров
- Режисер-постановник: Борис Дуров
- Оператор-постановник: Олександр Воропаєв
- Композитор: Євген Птичкін